# 熊萬騰
熊萬騰（16世紀—17世紀），字健沖，陝西西安府咸寧縣人，明朝政治人物。

## 生平
熊萬騰是萬曆二十五年（1597年）丁酉科陝西鄉試舉人，授廣平推官，每天平反冤獄，判案以平恕為主，陞解州知州，愛民急公一時稱治，地方士紳為他立碑紀念，本獲上級推薦升官，卻被嫉妒者阻礙，他亦辭官歸里，以教育為事。

## 引用
1. 1 2  嘉慶《（陝西）咸寧縣志·卷二十·列傳下》：熊萬騰，大銳子，字健沖，萬厯丁酉舉人，初授直隸廣平府推官，日所平反以仁恕為主，後擢解州，愛民急公，兩地稱治獨冠一時，紳士居民頌德立碑，撫按交薦欲備臺諫，以忌者阻之懸其車，歸里日以課讀為事，後子孫皆登第。 採訪冊